# Burg Finkelsburg
Die Burg Finkelsburg, auch Burg Weiher genannt, ist der Rest einer Höhenburg auf einem 780 m ü. NN hohen Bergrücken 450 Meter nordnordöstlich des Weilers Weiher der Gemeinde Rettenberg im Landkreis Oberallgäu in Bayern.
Als Besitzer der Burg wird 1131 ein Wezil von Weiher genannt, 1409 Hainz von Weiher, danach die Herren von Winkelberg und zuletzt der Bischof des Hochstifts Augsburg. Im 14. Jahrhundert wurde die Burg zerstört. An der Stelle der ehemaligen Burganlage sind neben einem Gedenkstein inzwischen vollkommen überwachsene Mauerreste eines Wohnturms zu finden.  